# Smbat II. Armenski
Smbat II. (armensko Սմբատ Բ Տիեզերակալ, latinizirano: Smbat II. Gospodar Vesolja)  je bil od leta 977 do 989 kralj Bagratidske Armenije. Bil je sin in naslednik kralja Ašota III. iz vladarske dinastije Bagratidov. 

## Življenje
Za kralja je bil kronan na dan očetove smrti. Vladal je iz mesta Ani. Mesto je utrdil, zlasti z gradnjo mestnega obzidja, obrambnih stolpov in utrdb na severozahodni strani mesta. V mestu je začel graditi stolnico. Njegova vladavina  je bila na splošno obdobje miru, ki so ga motili le konflikti med njim in njegovim stricem Mušegom iz Karsa. Slednji je leta 982 spodbudil salaridskega emirja Azerbajdžana Abul-Haidža, da je zavzel Dvin, napadel Smbatove posesti in od Smbata zahteval plačevanje davka. To stanje se je hitro končalo, ko je Abul-Haidžo ujel muslimanski emir Abu Dulaf. Smbat je z Abu Dulafom sklenil mir in mu prepustil oblast nad Dvinom in Goghtnom. Smbat je s poroko s svojo nečakinjo sprožil spore z armensko cerkvijo, ki je poroki odločno nasprotovala.
Smbat II.  je umrl leta 898 in bil pokopan v Aniju. V tem času je arhitekt Trdat ravno začel postavljati temelje anijske stolnice. Stavba še stoji in s svojim edinstvenim slogom in preprostim okrasjem velja za eno od mojstrovin armenske arhitekture. Smbat II. ni imel moških potomcev. Nasledil ga je njegov brat Gagik I.